# Thomas le petit train : Bazar chez les locomotives
 (octobre 2023).
Si vous disposez d'ouvrages ou d'articles de référence ou si vous connaissez des sites web de qualité traitant du thème abordé ici, merci de compléter l'article en donnant les références utiles à sa vérifiabilité et en les liant à la section « Notes et références ».
Série Thomas et ses amis
Opération secours sur l'île de Brume
(2010) Le mystère de la montagne bleue
(2012)
Pour plus de détails, voir Fiche technique et Distribution.
Thomas le petit train : Bazar chez les locomotives (Thomas & Friends: Day of the Diesels) est un film britannique réalisé par Greg Tiernan, sorti en 2011. Il est issu de la franchise Thomas et ses amis.

## Synopsis
Les locomotives à vapeur et les Diesel s’affrontent dans ce film plein de rebondissements ! Quand un incendie éclate sur l’île de Chicalor, deux nouveaux véhicules de secours, Flynn et Belle, aident Thomas et Percy à sauver leur monde !

## Fiche technique
- Titre : Thomas le petit train : Bazar chez les locomotives
- Titre original : Thomas & Friends: Day of the Diesels
- Réalisation : Greg Tiernan
- Scénario : Sharon Miller d'après la série télévisée Thomas et ses amis basée sur les livres de Wilbert Vere Awdry
- Musique : Robert Hartshorne, Peter Hartshore
- Production : Nicole Stinn, Ian McCue
- Société de production : HIT Entertainment
- Société de distribution : Alliance Atlantis Vivafilm, Zouzous
- Pays :  Royaume-Uni
- Genre : Animation, Aventure
- Durée : 57 minutes
- Dates de sortie : 
  -  Royaume-Uni : 26 septembre 2011
  -  Canada : 6 septembre 2011
  -  France : 2011

## Distribution
- Rupert Degas : Dart et Flynn
- Matt Wilkinson : Diesel 10, Kevin, Stanley, Victor, Rocky, Cranky et Farmer McColl
- Teresa Gallagher : Belle, Emily, Mavis et Lady Hatt
- Keith Wickham : Den, Salty, Paxton, Norman, Dowager Hatt, Percy, James, Gordon, Henry, Edward et Sir Topham Hatt
- Kerry Shale : 'Arry, Bert, Sidney et Diesel
- Ben Small : Thomas et Toby
- Michael Angelis : Narrateur
- Martin Sherman : Percy et Thomas
- Kerry Shale : Henry, Gordon, James, Stanley, Kevin et Sir Topham Hatt
- Jules de Jongh : Emily, Mavis et Lady Hatt
- William Hope : Edward, Toby, Rocky et Farmer McColl
- David Bedella : Victor
- Glenn Wrage : Cranky
- Michael Brandon : Diesel et Narrateur